# Ambiortus
Ambiortus es un género extinto de ave. La única especie conocida, Ambiortus dementjevi, vivió en alguna época durante el Barremiense hace entre 136,4 a 125 millones de años en lo que hoy es Mongolia.

## Clasificación
Ambiortus dementjevi pertenece a los Ornithuromorpha (el grupo que contiene a las aves modernas pero no a los Enantiornithes), de acuerdo con todos los análisis cladísticos publicados. Sin embargo, la posición exacta de esta especie dentro del grupo ha sido controvertida. Los primeros estudios sugirieron que era un miembro del grupo Palaeognathae, el grupo que contiene a las actuales aves ratites y a los tinamúes, pero esto no se ha corroborado por la investigación posterior. Algunos estudios lo encontraron cercanamente relacionado con los Ichthyornithes, un  grupo relativamente avanzado cercanamente relacionado con las aves modernas. Sin embargo, muchos análisis lo han encontrado en una posición sin resolver dentro de los Ornithurae, o como un miembro más primitivo de Ornithuromorpha. Un estudio de 2006, por ejemplo, lo determinó como más primitivo que Yanornis  pero más avanzado que Hongshanornis, o incluso como un miembro de un grupo particular que contendría a Yanornis  y a Yixianornis.
La familia Ambiortidae es a veces usada para este género, especialmente si es considerado como un pariente cercano del mucho más reciente Apsaravis. Los resultados de un análisis cladístico publicado en 2011, por otro lado, indican que al menos Apsaravis y Palintropus (el cual fue considerado erróneamente como un ave mucho más moderna) están muy cercanamente relacionados con este.